# Mladi v sindikatu
Ko je govora o mladih in njihovem delovanju v sindikatu se velikokrat srečamo s predstavami, da so mladi razočarani in obupani nad trenutnim stanjem politike, družbe in tradicionalnimi oblikami politične in socialne participacije. To naj bi bili tudi razlogi, ki se navajajo pri vprašanju, zakaj mladi aktivno ne sodelujejo v sindikatih. Toda različne študije in raziskave so pokazale, da ni vidnega dokaza, ki bi potrjeval, da bi mladi delavci res imeli negativen odnos do sindikatov 
Mladi zaposleni danes predstavljajo specifično obliko delovne sile. Sindikati se zaradi teh specifičnih lastnosti te posebne skupine delavcev, velikokrat soočajo s problemom, kako jih nasloviti in kakšno metodo delo uporabiti pri delu z njimi. Mladi so v današnjih časih zaposleni v manj reguliranih sektorjih, manjših zasebnih podjetjih, v večini se srečujejo z negotovimi in atipičnimi oblikami dela, ki same po sebi ne prispevajo k večjemu članstvu v sindikatih. Nekatere raziskave so pokazale, da so bili sindikati počasni, če ne celo odsotni, pri nagovarjanju mladih in niso bili uspešni pri oblikovanju programa, ki bi to skupino mladih pritegnil. Slednje je še posebno pomembno, glede na ugotovitve, da se delavci v večini pridružijo sindikati v prvem letu, ko so vstopili na delovni trg, kasnejša pridružitev pa je manj verjetna..

### Mladi med nezaposlenostjo in prekarnostjo
Gospodarska kriza, ki je udarila leta 2008, je povzročila veliko brezposelnost, še posebej je prizadela t.i. generacijo Y. To je generacija, ki se je rodila med letoma 1985 in 1995. Stopnja brezposelnost med mladimi je bila takrat dva krat večja, kot pri ostali populaciji. Podatki tudi kažejo, da je število pogodb za določen čas pri mladih v povprečju tri krat večje, kot pa število pogodb za določen čas pri ostali populaciji. Podobno stanje pa lahko najdemo tudi na Slovenskem, sodeč po primerjavi števila pogodb za določen čas pri skupini mladih (starih med 15-29 let) in skupini starejših (starih med 34-44 letom starosti).
Prekarno delo je posebna oblika dela, ki se večinoma ne opravlja v okviru delavnega razmerja. Prekarne oblike dela so lahko tudi tiste, kjer delavec delo opravlja na podlagi pogodbe o zaposlitvi, a je ta sklenjena za določen čas. Delavec ima po pogodbi o zaposlitvi za določen čas vse pravice iz delovnega razmerja, vendar vseeno ostaja element negotovosti, saj bo delavec verjetno kmalu moral iskati novo delo. Problematičnost prekarnih oblik dela je v tem, da delavci v večini primeri nimajo zagotovljenega zadostnega plačila za preživetje, so brez pravic do plačanega dopusta in regresa, malice, povračila stroškov za prevoz in kar je glavno imajo izredno šibko socialno varnost. V prekarno obliko delo spadajo vse sledeče oblike dela: študentsko delo, avtorska pogodba, podjemna pogodba, samozaposleni, pripravništvo, delovno razmerje na podlagi pogodbe o zaposlitvi, ki je sklenjena za določen čas.  Tu pa je tudi glavni problem v organizaciji mladih za boj proti izkoriščanje, saj večina danes dela preko ene izmed prekarnih oblik dela, kjer je prisotnost sindikatov šibka oz. je sploh ni.

### Restrukturacija delovnja sindikatov
Interes mladih za vključevanje v sindikate obstaja, kljub v zadnjih letih majhnemu številu članstva te starostne skupine v sindikatih. Mladi so mnenja, da morajo sindikati delovati na področjih, ki se neposredno tičejo problemov (ne)zaposlenosti mladih na trgu dela. Poleg tega je ključno aktivno vključevanje mladih v razprave in v samo delovanje sindikatov. Mlade naj se spodbuja in omogoča čim večjo stopnjo aktivne participacije, saj so ravno oni tisti, ki najbolje razumejo probleme prekarnosti in nezaposlenosti in posledične vplive, ki jih ima to, na njihovo življenje. Mladi, ki so vključeni v sindikate, lahko pritegnejo tudi svoje prijatelje, da se včlanijo v sindikat. Organizacija samega sindikata mora biti tako bolj horizontalna kot vertikalna, odnosi pa naj bodo bolj demokratični in enakopravni. Sindikati morajo tako razviti nove oblike aktivizma in nove oblike delovanja, ki bodo pritegnile mlade. Jasno morajo izraziti namen delovanja in biti v svojem delu transparenti.

### Stopnje participacije
Dobri primeri praks delovanja sindikatov, ki se v svojem delu osredotočajo na mlade, delujejo predvsem preko zviševanja stopnje participacije mladih. Za boljše razumevanje tega pojma nam je lahko v pomoč delo Rogerja Harta, psihologa in geografa, ki je razvil model osmih stopenj participaje otrok in mladih v določenem projektu.
1. Manipulacija: O manipulaciji govorimo, takrat ko mladi, ne razumejo same narave problema, tako posledično tudi ne razumejo posledic, ki jih ta problem lahko povzroči.
2. Dekoracija - ponazorimo jo s primerom raznih dogodkov, prireditev, kjer sodelujejo mladi, v resnici pa ne vejo čemu in zakaj so prisotni na tem dogodku. Gre za razne dobrodelne prireditve, kjer lahko nastopajo mladi, vendar ti sami ne razumejo samega problema in namena le-tega.
3. Žetoniranje, - situacija, kjer je mladim sicer ponujena možnost glasovanja, vendar njihov glas v resnici nič ne pomeni oz. že a priori nima nikakršnega vpliva. Primer takega delovanja je recimo predstavljanje mnenj mladih v parlamentu, vendar na koncu so poslanci tisti, ki odločijo o zakonu, ki se neposredno tiče mladih.
4. Določanje in  informiranje - odrasli še vedno vodijo postopke, kjer pa mladi razumejo namene, procese odločanja in tudi imajo aktivno vlogo. Zavedajo se, kdo sprejema odločitve in tudi zakaj, imamo pomembno in ne samo dekorativno vlogo. Od te stopnje dalje že lahko govorimo o participaciji mladih.
5. Posvetovanje in informiranje, -  projekt je sicer voden s strani odraslih, ampak imajo na tej stopnji mladi pomembno vlogo pri svetovanju odraslim. Mladi razumejo procese in njihovo mnenje je zaznano kot pomembno in vredno upoštevanja.
6. Deljenje odločitve v projektih odraslih -  odločitve se sprejemajo v sodelovanju z mladimi, gre že za resnično participacijo
7. Mladi usmerjajo svoje projekte - imajo mladi popolno avtonomijo pri izpeljavi lastnih projektov.
8. Deljene odločitve v projektih mladih - najvišja možna oblike participacije mladih je stopnja, kjer pri končnih odločitvah enakopravno sodelujejo tako mladi kot odrasli.*

## VIRI
1. ↑  .Vandaele, K. (2012). Youth representatives’ opinions on recruiting and representing young workers. A twofold unsatisfied demand? European Journal of Industrial Relations, 18(3), str. 203–218.
2. ↑  Just go for it! A compendium of best practices from all over europe on involving young people in trade unions (2016). European Federation: Brussels
3. ↑  Eurostat, pridobljeno 27.3. 2018, s http://ec.europa.eu/eurostat/web/lfs/data/database?p_p_id=NavTreeportletprod_WAR_NavTreeportletprod_INSTANCE_IFjhoVbmPFHt&p_p_lifecycle=0&p_p_state=normal&p_p_mode=view&p_p_col_id=column-2&p_p_col_count=1
4. ↑  Markežič, M., Pakič, A., Grimšič, R. in Hodošček, K. (2014). Obrazi prekarnega dela. Ljubljana: Gibanje za dostojno delo in socialno družbo.
5. ↑  Hart, A. R. (1992). Childrens participation. From tokenism to citizenship. Florence: Unicef. Dostopno na: https://www.unicef-irc.org/publications/pdf/childrens_participation.pdf